# هنرهای رزمی اوکیناوا

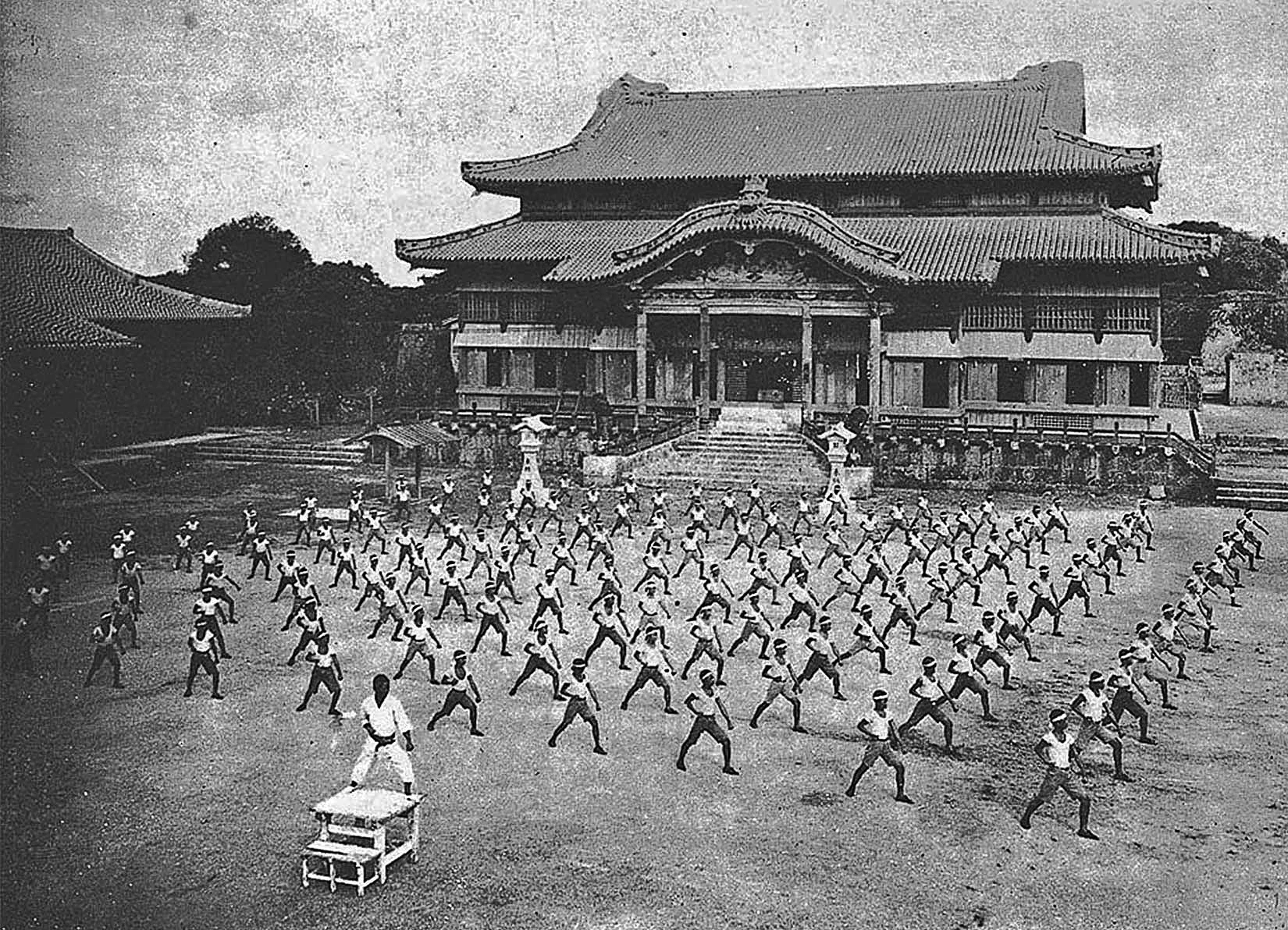
تمرین کاراته استاد شینپان گوسوکوما در قلعه شوری، ۱۹۳۸ میلادی، اوکیناوا.

هنرهای رزمی اوکیناوا، به آن‌دسته از هنرهای رزمی گفته می‌شود که در میان مردم بومی جزیره اوکیناوا در ژاپن ایجاد شده‌است که مهم‌ترین آن‌ها کاراته، تگومی و کوبودوی اوکیناوا است.
به خاطر مکان جزیره اوکیناوا که در میانه ژاپن و چین قرار گرفته‌است، این جزیره مرکز تبادلات تجاری و فرهنگی بسیاری با کشور چین بوده که این مسئله در گسترش هنرهای رزمی در این جزیره تأثیرگذار بوده‌است.

## تاریخچه
در سال ۱۴۲۹ میلادی، سه پادشاهی اوکیناوا با یکدیگر متحد شده و پادشاهی ریوکیو را تشکیل دادند. هنگامی که شاه شوشین در ۱۴۷۷ بر سر کار آمد، تمرین هنرهای رزمی را ممنوع اعلام کرد. این ممنوعیت تا سال ۱۶۰۹ که قلمرو ساتسومای ژاپن اوکیناوا را اشغال کرد به طول انجامید. این ممنوعیت تمرین هنرهای رزمی باعث گسترش کوبودو اوکیناوایی گردید که در آن از ابزارهای معمول خانه و کشاورزی به عنوان سلاح استفاده می‌شد. اوکیناوایی‌ها هنرهای رزمی چین را با هنرهای رزمی محلی ترکیب کرده و Tōde (به ژاپنی: 唐手) (با تلفظ:Tuudii، به معنی دست‌چینی) را ایجاد کردند که به آن اوکیناوا-ته (به ژاپنی: (沖縄手) نیز می‌گویند.
در قرن ۱۸ام، سه سیتم مختلف از اوکیناوا-ته در سه روستای اوکیناوا با نام‌های ناها، قلعه شوری و توماری به وجود آمد. این سیستم‌های رزمی را با نام‌های ناهاته، شوری‌ته و توماری‌ته می‌شناسیم. تمرین‌کنندگان این سه سیستم، کاراته امروزی را ایجاد کرده‌اند. و بدین‌ترتیب بود که در قرن بیستم، هنرهای رزمی اوکیناوا را با نام ته (به ژاپنی: 手) به معنی دست می‌شناختند. از آنجایی که ته از شخصی به شخصی دیگر تفوات داشت معمولاً آن را با نام ناحیه‌اش می‌شناختند، مثلاً ناهاته، شوری‌ته و توماری‌ته.
ناهاته، شوری‌ته و توماری‌ته به خانواده‌ای از هنرهای رزمی با نام تودو-جوتسو یا تو-ده متعلق بودند.
در سال ۱۹۳۰، تعدادی سازمان رسمی برای گسترش هنرهای رزمی اوکیناوا در آن‌سوی دریاها ایجاد شد که به علت تأثیر زیاد آن‌ها تمامی انواع هنرهای رزمی بدون سلاح ژاپنی با نام کاراته شناخته شد. بعد از فراگیر شدن نام کاراته، به‌کارگیری نام شهرهای این هنرهای رزمی منسوخ شد.

## شوری‌ته

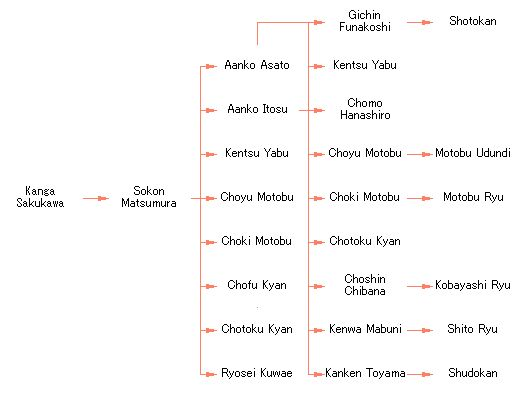
دودمان استادان شوری‌ته

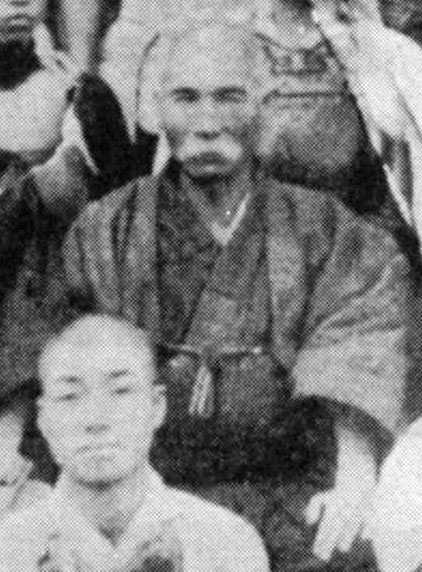
استاد آنکو ایتوسو، از او با عنوان پدر کاراته امروزین نام برده می‌شود.

شوری‌ته (به ژاپنی: 首里手)، (به اوکیناوایی:Suidii)، نام سیستمی از هنرهای رزمی اوکیناواست که در شهر شوری و اطراف آن که پایتخت قدیمی پادشاهی ریوکیو بوده، ایجاد شده‌است.
یکی از بزرگترین استادان این سیستم، آنکو ایتوسو بود. ایتوسو معلم آموزش و پرورش و یکی از استادان معروف شهر شوری بود که نقش عمده‌ای در گسترش کاراته در آن زمان داشت و به خاطر تلاش‌های فراوانش برای ورود کاراته به مدارس اوکیناوا، نزد همگان به عنوان پدر کاراته امروزین شناخته شده‌است. (البته بعضی گیچین فوناکوشی که شاگرد او بود را پدر کاراته امروزین می‌نامند)
از استادان مهم این سیستم می‌توان افراد زیر را نام برد:
- Sakukawa Kanga
- Matsumura Sōkon
- Itosu Ankō
- Asato Ankō
- Motobu Chōyū
- Motobu Chōki
- Yabu Kentsū
- Chōmo Hanashiro
- Funakoshi Gichin
- Kyan Chōtoku
- Chibana Chōshin
- Mabuni Kenwa
- Tōyama Kanken
- Tatsuo Shimabuku

کاتاهای مهم شوری‌ته:
- Naihanchi
- Pinan
- Kūsankū
- Passai
- Jion
- Jitte

سبک‌هایی که از شوری‌ته به وجود آمده‌اند عبارتند از:
- شوتوکانریو
- شیتوریو
- شوری
- شورینریو
- شودوکان
- شورینجیریو
- موتوبوریو
- کان ذن ریو

## توماری‌ته

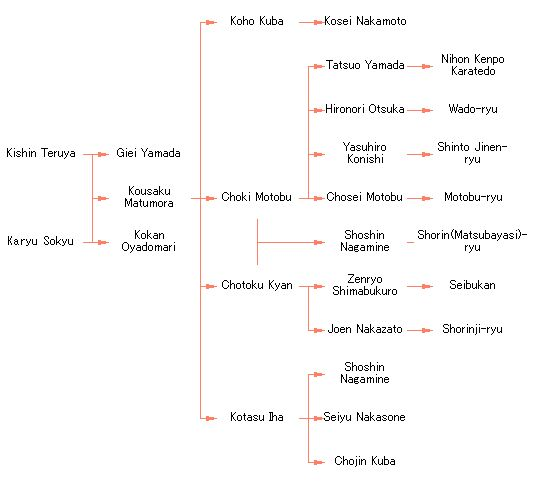
دودمان استادان توماری‌ته

توماری‌ته (به ژاپنی: 泊手)، (به اوکیناوایی:Tumai-dii)، نام سیستمی از هنرهای رزمی اوکیناو است که در شهر توماری ایجاد شده‌است. توماری‌ته با تأثیرات دیپلمات‌های ژاپنی و شخصیت‌های دیگری که در کوآنفا ماهر بوده‌اند، همچون وانگ‌جی، آنان، آسون در قرن هفدهم ایجاد شده‌است. بیشتر حرکات و تکنیک‌های این سیستم به سیستم شوری‌ته شباهت دارد و اندکی از آن شبیه به سیستم ناهاته است.
از استادان برجسته سیستم توماری‌ته در اوکیناوا می‌توان افراد زیر را نام برد:
- Matsumora Kōsaku
- Oyadomari Kokan
- Motobu Chōki
- Kyan Chōtoku

کاتاهای مهم توماری‌ته:
- Seisan
- Naihanchi)Koshiki)
- Rōhai
- Passai
- Wankan
- Wanshū

از سبک‌هایی که از توماری‌ته به وجود آمده‌اند می‌توان موتوبوریو و ماتسوبایاشی‌ریو را نام برد.

## ناهاته

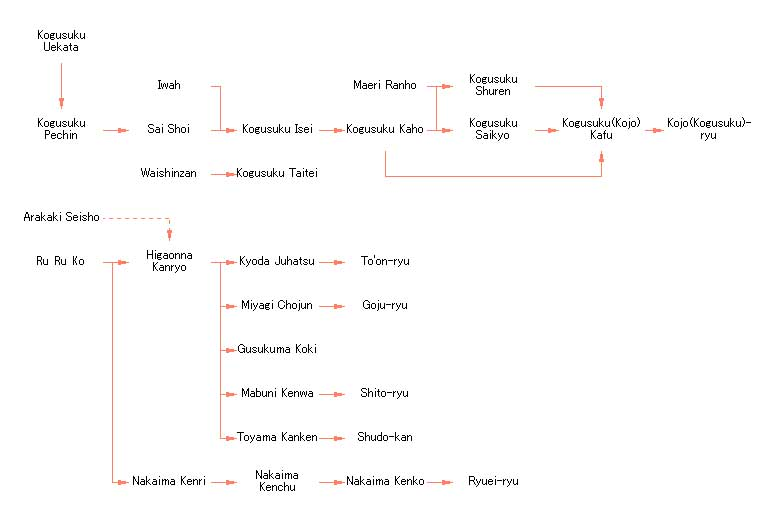
دودمان استادان ناهاته

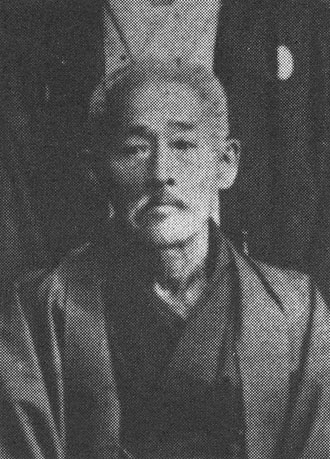
استاد کانریو هیگاشیونا (هیگااونا)، شاگردان او سیستم ناهاته را در جهان گسترش دادند

ناهاته (به ژاپنی: 那覇手)، (به اوکیناوایی:Naafa-dii)، نام سیستمی از هنرهای رزمی اوکیناواست که در شهر ناها، پایتخت تجاری پادشاهی ریوکیو که اکنون مرکز جزیره اوکیناواست، ایجاد شده‌است. ناهاته در اوایل قرن نوزدهم بر اساس هنر رزمی بوکس درنای سفید، که یکی از سیستم‌های رزمی چین جنوبی است، در شهر ناها ایجاد شد. هنر رزمی بوکس درنای سفید، ابتدا در کومه‌مورا، حاشیه چینی‌نشین شهر ناها، مورد تمرین قرار گرفت که نهایتاً در دهه ۱۸۸۰ به دست کانریو هیگااونا گسترش یافت و کامل‌تر شد.
روش‌های به کار رفته در سیستم ناهاته با روش‌های به کار رفته در سیستم‌های توماری‌ته و شوری‌ته تفاوت‌هایی دارد. به این دلیل که روش‌های جنوبی کمپوی چینی وارد سیستم ناهاته و روش‌های شمالی کمپوی چینی وارد سیستم شوری‌ته شدند. همین مسپله باعث تفاوت‌های میان سبک‌های کاراته امروزین شده‌است. از آنجاییکه در جنوب چین سبک تای‌چی چوان توسعه بیشتری داشت در کاتاهای سیستم ناها همانند تای‌چی چوان تنفس عمیق و حرکات آرام به وفور دیده می‌شود (مانند کاتاهای سانچین، سی‌ان‌چین و سوپارین‌پی). در سیستم ناهاته بیشتر از نوعی ایستادن با نام سانچین استفاده می‌شود و استفاده از حرکات دورانی که از تای‌چی چوان وارد آن شده در دفاع و حمله بسیار کاربرد دارد. اما در سیستم شوری‌ته بیشتر از حرکات انفجاری و سریع استفاده می‌شود و حرکات دورانی و تقویت تنفس چندان در آن جایی ندارند.
از استادان برجسته سیستم ناهاته در اوکیناوا می‌توان افراد زیر را نام برد:
- چوجون میاگی (مهمترین شاگرد استاد کانریو هیگااونا و بنیان‌گذار سبک گوجوریو در کاراته)
- Arakaki Seishō
- Higaonna Kanryō
- Kyoda Juhatsu
- Mabuni Kenwa
- Uechi Kanbun

کاتاهای مهم ناهاته:
- Sanchin
- Saifā
- Seienchin
- Shisōchin
- Seipai
- Seisan

سبک‌های به وجود آمده از سیستم ناهاته (این سبک‌ها بدست شاگردان کانریو هیگااونا گسترش یافته‌اند):
- گوجوریو
- اوئه‌چی‌ریو
- ریوئی‌ریو
- تون‌ریو

کان ذن ریو